# Муромская железная дорога
Муромская железная дорога — казённая железная дорога, построенная в 1873—1880 годах во Владимирской губернии между Муромом и Ковровом.

## Проектирование и строительство
Первые проекты железнодорожной линии, которая соединяла бы Муром с Москвой, относятся к середине XIX века. В 1849 году отставной поручик Вонлярлярский ходатайствовал в Министерство путей сообщения о строительстве железной дороги от Москвы до Елатьмы через Муром, в 1852 году он же просил разрешения на сооружение дороги если не до Елатьмы, то хотя бы до Мурома, но в обоих случаях встречал отказ.
В конце 1860-х годов стали появляться проекты о строительстве линии от Мурома к одной из новых железных дорог — Московско-Рязанской или Московско-Нижегородской. В итоге остановились на втором варианте, а конечным пунктом новой железной дороги после продолжительных изысканий был выбран Ковров. В 1869 году городской голова Мурома Алексей Васильевич Ермаков из личных сбережений перевёл 100 тысяч рублей на строительство железной дороги, его поддержали несколько муромских купцов и промышленников.
10 марта 1873 года предварительная стоимость Муромской железной дороги была оценена в 3 015 749 рублей (реальные расходы оказались значительно выше), 24 апреля утверждено решение об отдаче концессии на строительство камергер-барону Палену и отставному поручику Никифорову, 5 мая учреждён устав Общества по сооружению Муромской железной дороги.
На строительстве дороги, начатом, предположительно, уже в 1873 году, были заняты крестьяне, собиравшиеся по нарядам и договорам из окрестных сёл и деревень. К концу 1878 года земляные работы (подготовка полотна, выемки, насыпи) были завершены, летом — осенью 1879 года уложены шпалы, рельсы, балласт, возведены мосты. 23 ноября 1879 года Правление Общества Муромской железной дороги сообщило Министерству путей сообщения о завершении строительных работ и просило назначить комиссию для осмотра дороги. Открытие движения поездов по новой магистрали было намечено на 18-е, а потом на 20 декабря 1879 года, однако комиссией, в которую входили инженеры Московско-Нижегородской железной дороги, был обнаружен ряд существенных недоделок. Разрешение на организацию временного движения товарных поездов со скоростью не более 15 вёрст в час было дано 12 января 1880 года, о чём объявил телеграммой инспектор дороги инженер Селиванов. 
Первый грузовой поезд вышел из Мурома 14 (26) января 1880 года в составе девяти вагонов, нагруженных преимущественно изделиями из железа, а 15 марта того же года было открыто временное пассажирское движение. Газета «Владимирские губернские ведомости» от 11 апреля 1880 года сообщала, что «ввиду этой цели к товарным поездам стали прицеплять пассажирские вагоны 2 и 3 классов. Такие поезда отправляются из Мурома и приходят в Муром ежедневно. На весь путь тратится времени 9 часов 10 минут до Коврова, а обратно — на 4 минуты меньше. Пассажиров взад и вперёд набирается ежедневно по 100 человек, товаров также набирается на каждый поезд». 
В октябре 1880 года вновь назначенная комиссия разрешила открыть «правильное» товарное и пассажирское движение, со скоростью до 25 вёрст в час. 1 января 1881 года последовала официальная передача Муромской железной дороги от строителей в эксплуатацию Общества. 1 октября 1885 года Муромская железная дорога перешла в казённое управление.

## Подвижной состав и инфраструктура
Согласно отчёту 1881 года Муромской железной дороге принадлежали 13 паровозов (8 производства Воткинского завода и 5 берлинской фирмы «Шварцкопф»), два пассажирских вагона I класса, четыре вагона II класса, десять — III класса и по одному почтовому, почтово-пассажирскому и почтово-арестантскому вагону. Парк товарных вагонов состоял из 194 крытых, 150 открытых и 3 багажных вагонов грузоподъёмностью по 600 пудов каждый. Для обслуживания и ремонта подвижного состава в Муроме 2 декабря 1879 года были открыты паровозные мастерские. Паровозные здания имелись также в Коврове и Селиванове.
Протяжённость Муромской железной дороги составила 101,3 версты, ширина земляного полотна — 2,6 сажени. Максимальный продольный уклон пути на железной дороге был 15 ‰, наименьший радиус кривых в поворотах — 320 м . От станции Муром отходила ветка к Оке длиной 4 версты. Дорога была разбита на 6 околотков длиной от 16 до 17,5 версты, околотки делились на участки (всего 19), каждый из участков обслуживался бригадой из четырёх рабочих. На дороге имелось 6 станций: Муром — II класса, Климово (ныне — Безлесная) и Селиваново — IV-го, Озеро (Волосатая) — V-го, Соколово (Эсино) — II-го и Ковров — III-го класса. На всех станциях имелись водокачки для заправки паровозов. В 1887 году открыты платформы Бурцевская и Межище (ныне — Сусановская). Управление дороги находилось в Муроме, общая численность работников составляла 235 человек.

## Деятельность

Расписание пассажирских поездов по Муромской железной дороге с 15 октября 1909 года

Муромская железная дорога оказала влияние на развитие Муромского уезда, связав его с районами развитой промышленности. Ковров стал крупным транспортным узлом, в котором сходились Московско-Нижегородская, Шуйско-Ивановская и Муромская железные дороги, в Муроме появились паровозные мастерские, в 1926 году преобразованные в паровозоремонтный завод (Муромский паровозоремонтный завод НКПС), а в послевоенное время — в завод, выпускавший паровозы, электровозы и тепловозы.
С Муромской железной дороги большинство товаров (до 80 %) направлялось на Московско-Нижегородскую железную дорогу для доставки на Нижегородскую ярмарку, также грузовые составы шли на Москву и Иваново-Вознесенск. В Муром поставлялись промышленные товары, цемент, пряжа; в обратном направлении перевозили лес, хлебные грузы, железо. В 1880 году грузооборот составил около 2,5 млн пудов.
В 1885 году Муромская железная дорога была выкуплена казной, в 1895 году объединена с Московско-Нижегородской и Московско-Курской железными дорогами под общим управлением в Москве. В сентябре 1918 года передана в ведение Народного комиссариата путей сообщения. При образовании Горьковской железной дороги бывшая Муромская железная дорога вошла в её состав.
Ныне представляет собой однопутную неэлектрифицированную линию второстепенного значения, с минимальным объёмом перевозок. Однако железная дорога остаётся действующей на всём протяжении.  